# Ланкастър (Пенсилвания)
Вижте пояснителната страница за други населени места с името Ланкастър.
Ланкастър (на английски: Lancaster) е град, разположен в окръг Ланкастър, щата Пенсилвания, Съединени американски щати. Според преброяването от 2000 г., населението на града е 56 348 души. Градът е известен в САЩ заради големият брой амиши в околностите му.

## Икономика
Градът има множество малки предприятия. Армстронг уърлд индистрийз е разположил главните си офиси тук. Градът е също така туристическа атракция заради наличието на амишки общности.

## Колежи и университети
- Колеж Франклин и Маршал
- Библейски колеж на Ланкастър
- Здравен институт на Ланкастър
- Семинария по теология
- Обществен колеж на района на Харисбърг -- Ланкастър
- Университет Милърсвил
- Пенсилвански колеж по изкуство и дизайн
- Технически колеж Тадиъс Стивънс

## Обща информация
- Пощенски код: 17601 до 17608 (17602 и 17603 са за центъра на града)
- Телефонен код: 717

## Спорт
- Барнстормърс – отбор по бейзбол от ниските дивизии

## Личности
- Люпус Тъндър (8 август 1972 -), един от основателите на групата Bloodhound Gang.